# Grundlovsløbet
Grundlovsløbet er et åbent motionsløb, der siden 1986 er blevet afviklet hvert år på Grundlovsdag.
Løbet byder på to distancer, 6 kilometer og 10 kilometer, som begge er ruter, der er udlagt i Hjørring by.